# Szkoła zabójców
Szkoła zabójców (ang. Deadly Class) – amerykański serial telewizyjny, emitowany od 16 stycznia 2019 roku do 20 marca 2019 roku przez SyFy, a w Polsce od 19 lutego 2019 roku do 23 kwietnia 2019 przez HBO. Jest adaptacją serii komiksowej Deadly Class  autorstwa Ricka Remendera i Wesleya Craiga. Na początku czerwca 2019 roku stacja SyFy ogłosiła anulowanie serialu po jednej serii.

## Fabuła
Serial opowiada o Marcusie Lopezie, bezdomnym nastolatku, który dostaje się do prestiżowej szkoły dla młodych przestępców.

## Obsada

### Główna
- Benedict Wong jako Master Lin[4]
- Benjamin Wadsworth jako Marcus Lopez Arguello[4]
- Lana Condor jako Saya Kuroki[4]
- María Gabriela de Faría jako Maria Salazar[4]
- Luke Tennie jako Willie Lewis[4]
- Liam James jako Billy Bennett[4]
- Michel Duval jako Chico[4]

### Role drugoplanowe
- Taylor Hickson jako Petra
- Siobhan Williams jako Brandy Lynn
- Sean Depner jako Viktor
- Jack Gillett jako Lex Miller
- Isaiah Lehtinen jako Shabnam
- Juan Grey jako Juan
- Tom Stevens jako Chester "Fuckface" Wilso
- Sam Jin Coates jako Yukio
- Brian Posehn jako Dwight Shandy
- Olivia Cheng jako Madame Gao
- David Zayas jako El Alma Del Diablo
- Viva Lee jako Nahia
- Victor Andres Turgeon-Trelles jako Holy Ghost

## Odcinki
| Sezon | Odcinki   | Premierowa emisja w SyFy | Premierowa emisja w SyFy | Premierowa emisja w HBO Polska | Premierowa emisja w HBO Polska | Premierowa emisja w HBO Polska |
| Sezon | Odcinki   | Premiera sezonu          | Finał sezonu             | Premiera sezonu                | Finał sezonu                   |                                |
| ----- | --------- | ------------------------ | ------------------------ | ------------------------------ | ------------------------------ | ------------------------------ |
| 1     | 1–10 (10) | 16 stycznia 2019         | 20 marca 2019            | 19 lutego 2019                 | 23 kwietnia 2019               |                                |

### Sezon 1 (2019)
| N/o | Tytuł                  | Polski tytuł (wg Netflix Polska) | Reżyseria          | Scenariusz                            | Premiera (SyFy)                           | Premiera w Polsce (HBO Polska)            |
| --- | ---------------------- | -------------------------------- | ------------------ | ------------------------------------- | ----------------------------------------- | ----------------------------------------- |
| 1   | Reagan Youth           | Nowa szkoła                      | Lee Toland Krieger | Rick Remender, Miles Orion Feldsott   | 30 grudnia 2018 (online) 16 stycznia 2019 | 19 lutego 2019 (HBO GO: 20 grudnia 2018)  |
| 2   | Noise, Noise, Noise    | Czcze gadanie                    | Adam Kane          | Rick Remender                         | 23 stycznia 2019                          | 26 lutego 2019 (HBO GO: 24 stycznia 2019) |
| 3   | Snake Pit              | Jadowite węże                    | Adam Kane          | Krystal Houghton Ziv, Kevin Rodriguez | 30 stycznia 2019                          | 5 marca 2019 (HBO GO: 31 stycznia 2019)   |
| 4   | Mirror People          | Kogo widzisz w lustrze           | Alexis Ostrander   | Miles Orion Feldsott                  | 6 lutego 2019                             | 12 marca 2019 (HBO GO: 7 lutego 2019)     |
| 5   | Saudade                | Saudade                          | Adam Kane          | Rick Remender                         | 13 lutego 2019                            | 19 marca 2019 (HBO GO: 14 lutego 2019)    |
| 6   | Stigmata Martyr        | Stygmaty                         | Paco Cabezas       | Maggie Bandur, Alex Ebel              | 20 lutego 2019                            | 26 marca 2019 (HBO GO: 21 lutego 2019)    |
| 7   | Rise Above             | Chico                            | Anthony Leonardi   | Dave Anthony, Hilliard Guess          | 27 lutego 2019                            | 2 kwietnia 2019 (HBO GO: 1 marca 2019)    |
| 8   | The Clampdown          | Blokada                          | Ami Canaan Mann    | Rayna McClendon                       | 6 marca 2019                              | 9 kwietnia 2019 (HBO GO: 7 marca 2019)    |
| 9   | Kids of the Black Hole | Kids of the Black Hole           | Wayne Yip          | Rick Remender, Miles Orion Feldsott   | 13 marca 2019                             | 16 kwietnia 2019 (HBO GO: 14 marca 2019)  |
| 10  | Sink With California   | Sink with California             | Adam Kane          | Rick Remender                         | 20 marca 2019                             | 23 kwietnia 2019 (HBO GO: 21 marca 2019)  |

## Produkcja
19 kwietnia 2018 roku stacja SyFy zamówiła pierwszy sezon serialu, w którym główne role zagrają: Benedict Wong, Benjamin Wadsworth, Lana Condor, María Gabriela de Faría, Luke Tennie, Liam James oraz Michel Duval. Na początku czerwca 2019 SyFy ogłosiło anulowanie produkcji.